# Ariane 5-0
Ariane 5-0 – zerowy, tj. dodatkowy, człon rakiet nośnych Ariane 5 na paliwo stałe. Wyewoluował z niego człon Ariane 5 EAP.